# Sitowo (jezioro)
Sitowo – jezioro w woj. zachodniopomorskim, w powiecie wałeckim, w gminie Wałcz, leżące na terenie Pojezierza Wałeckiego. Około 1,5 km na wschód od jeziora znajduje się osada Sitowo.

## Dane morfometryczne
Powierzchnia zwierciadła wody według różnych źródeł wynosi od 9,5 ha przez 11,0 ha do 11,8 ha. 
Zwierciadło wody położone jest na wysokości 107,0 m n.p.m. lub 106,4 m n.p.m. Średnia głębokość jeziora wynosi 2,3 m, natomiast głębokość maksymalna 5,3 m.